# 錢德勒山
75°17′S 72°33′W / 75.283°S 72.550°W
錢德勒山（英語：Mount Chandler），是南極洲的山峰，位於帕爾默地，處於凱伍德山西北面5公里，屬於貝倫特山脈的一部分，美國地質調查局根據測量和該國海軍的空中照片繪入地圖，現時由南極條約體系管理。